# Bilino Polje
Das Bilino Polje ist ein Fußballstadion in der bosnisch-herzegowinischen Stadt Zenica. Derzeit wird das Stadion vom NK Čelik Zenica und der bosnisch-herzegowinischen Fußballnationalmannschaft genutzt. Es erfüllt die Anforderungen der UEFA wie der FIFA und bietet gegenwärtig 13.632 Plätze.

## Geschichte
Da sich NK Čelik Zenica in der Jugoslawischen Ersten Liga einen großen Namen gemacht hatte, wurde beschlossen, ein neues Stadion für den Verein zu bauen. Das Stadion wurde letztendlich 1974 fertiggestellt, die Bauphase dauerte dabei 8 Monate. Die ehemalige Kapazität lag bei ca. 30.000 Plätzen, durch den Einbau von Sitzplätzen verringerte sich die Kapazität auf 18.000. Viele große Vereine spielten hier, wie zum Beispiel FK Roter Stern Belgrad, NK Dinamo Zagreb, FK Partizan Belgrad usw. Das größte Spiel fand jedoch im Finale des Mitropa Cups 1972 statt, in dem NK Čelik Zenica im eigenen Stadion gegen den AC Florenz antrat und den Pokal gewinnen konnte. In diesem Spiel wurde auch der Zuschauerrekord von 33.000 Zusehern aufgestellt.
Seit 1995 nutzt auch die bosnisch-herzegowinische Fußballnationalmannschaft die Spielstätte für ihre Länderspiele. Viele Nationalmannschaften spielten in diesem Stadion, wie zum Beispiel Spanien, Türkei, Portugal und Griechenland. Die bosnischen Fans bevorzugen dieses Stadion vor dem Stadion Asim Ferhatović Hase, da die Stimmung durch das Fehlen einer Leichtathletikanlage besser sein soll.

## Standort
Das Stadion befindet sich im Bilino Polje, dem Stadtgebiet von Zenica. Es ist von mehreren Punkten in der Stadt aus leicht zu erreichen und zu navigieren, zudem ist es auch gut an die laufende Stadtsanierung des Straßennetzes der Stadt angebunden.